# Eduard Lachmann
Eduard Lachmann (* 16. April 1891 in Dresden; † 14. August 1966 in Innsbruck) war ein deutscher Jurist, Philologe und Schriftsteller.

## Leben
Nach dem Abitur 1910 am Realgymnasium Darmstadt studierte Eduard Lachmann Rechtswissenschaften in Heidelberg, Berlin und Gießen und promovierte hier im Jahre 1915 mit der Dissertation Die Vereinbarung des § 1117 Abs. 2 BGB. Er war Mitglied der Studentenverbindung Karlsruhensia Heidelberg.
Als Freiwilliger nahm er am Ersten Weltkrieg teil und war bei den Darmstädter Weißen Dragonern eingesetzt.
Nach dem Krieg trat er 1920 als Juniorpartner in die Kanzlei des Offenbacher Notars Siegfried Guggenheim ein.
1933 begann er mit dem Studium der Philosophie in Frankfurt am Main, wo er 1938 promovierte (Thema: Die Versform in Wolframs Parzival und die Aufgaben des Übersetzers), und habilitierte 1940 mit dem Titel Die Natur des Demetrius. Lachmann arbeitete ab 1957 als Professor für deutsche Literatur an der Universität Innsbruck. Dieses Amt hatte er bis 1958 inne.
In Tirol hatte er ab 1938 einen Zweitwohnsitz und wurde nach dem Krieg österreichischer Staatsbürger.

## Werke (Auswahl)
- Vier Jahre (Kriegserinnerungen). Libera-Verlag, Darmstadt 1924, mehrere Auflagen.
- Tjurins glückliche Tage. Johannes-Verlag, Einsiedeln, mehrere Auflagen.
- Die ersten Bücher Stefan Georges. Eine Annäherung an das Werk. Bondi, Berlin 1933.
- Der Blutbaum. Langen-Müller-Verlag, München 1936, mehrere Auflagen.
- Hölderlins Hymnen in freien Strophen. Verlag Klostermann, Frankfurt a. M. 1937.
- Die Versform in Wolframs Parzival und die Aufgaben des Übersetzers. Metrische Untersuchung von vierhundert Versen, Übersetzung im Versmaß des Urtextes und in Prosa von E.L. Verlag Klostermann, Frankfurt a. M. 1938.
- Der Schimmel des Kriegsfreiwilligen und andere Pferdegeschichten. Sozietäts-Verlag, Frankfurt a. M. 1939.
- Ein Mann, der nichts schuldig blieb. List-Verlag, Leipzig 1939, mehrere Auflagen.
- Schillers Demetrius. Diesterweg-Verlag, Frankfurt a. M.
- Hölderlins Christus-Hymnen – Text und Auslegung. Herold-Verlag, Wien 1951.
- Kreuz und Abend – Eine Interpretations Georg Trakls. Trakl-Studien Band 1, Otto Müller Verlag, Salzburg 1954.
- Die Heimat Wernhers des Gartenaere. In: Der Schlern 28, 1954, S. 25–29 (Digitalisat).